# ویولن آیوازیان
ویولن آیوازیان (ارمنی: Վիուլեն Այվազյան؛ زادهٔ ۱ ژانویهٔ ۱۹۹۵ در گیومری) بازیکن فوتبال در پست مهاجم اهل ارمنستان است.

## باشگاهی
از باشگاه‌هایی که در آن بازی کرده‌است می‌توان به باشگاه فوتبال ایروان، باشگاه فوتبال ونتسپیلس، باشگاه فوتبال پیونیک، و باشگاه فوتبال شیراک اشاره کرد.

## تیم ملی
وی همچنین در تیم‌های ملی فوتبال زیر ۱۷ سال ارمنستان، زیر ۱۹ سال ارمنستان، و زیر ۲۱ سال ارمنستان بازی کرده‌است.